# Lasioglossum verapaz
Lasioglossum verapaz is een vliesvleugelig insect uit de familie Halictidae. De wetenschappelijke naam van de soort is voor het eerst geldig gepubliceerd in 2007 door Engel, Hinojosa-Díaz & Yáñez-Ordóñez.